# Покахонтас (округ, Айова)
Шаблон:StateAbbr_ 42°44′04″ пн. ш. 94°40′39″ зх. д. / 42.734444444444° пн. ш. 94.6775° зх. д.
Округ  Покахонтас (англ. Pocahontas County) — округ (графство) у штаті  Айова, США. Ідентифікатор округу 19151.

## Історія
Округ утворений 1851 року.

## Демографія
За даними перепису 
2000 року 
загальне населення округу становило 8662 осіб, усе сільське.
Серед мешканців округу чоловіків було 4256, а жінок — 4406. В окрузі було 3617 домогосподарств, 2431 родин, які мешкали в 3988 будинках.
Середній розмір родини становив 2,91.
Віковий розподіл населення поданий у таблиці:
| Стать    | До 15 років | 15-21 | 22-29 | 30-39 | 40-49 | 50-65 | 65-85 | Понад 85 |
| -------- | ----------- | ----- | ----- | ----- | ----- | ----- | ----- | -------- |
| Чоловіки | 918         | 385   | 247   | 510   | 702   | 722   | 698   | 74       |
| Жінки    | 831         | 359   | 244   | 490   | 645   | 728   | 892   | 217      |

## Суміжні округи
- Пало-Альто — північ
- Гумбольдт — схід
- Вебстер — південний схід
- Калгун — південь
- Буена-Віста — захід

## Виноски
1. ↑  U.S. Decennial Census. United States Census Bureau. Архів оригіналу за 19 липня 2018. Процитовано 20 липня 2014.
2. ↑  Historical Census Browser. University of Virginia Library. Архів оригіналу за 11 серпня 2012. Процитовано 20 липня 2014.
3. ↑  Population of Counties by Decennial Census: 1900 to 1990. United States Census Bureau. Архів оригіналу за 22 квітня 2014. Процитовано 20 липня 2014.
4. ↑  Census 2000 PHC-T-4. Ranking Tables for Counties: 1990 and 2000 (PDF). United States Census Bureau. Архів оригіналу (PDF) за 18 грудня 2014. Процитовано 20 липня 2014.
5. ↑  State & County QuickFacts. United States Census Bureau. Архів оригіналу за 29 листопада 2015. Процитовано 20 липня 2014.(англ.) Наведено за англійською вікіпедією.
6. ↑  American FactFinder. Бюро перепису населення США. Архів оригіналу за 26 лютого 2012. Процитовано 31 січня 2008.

| США | Це незавершена стаття з географії США. Ви можете допомогти проєкту, виправивши або дописавши її. |